# Stadtsparkasse Freudenberg
Die Stadtsparkasse Freudenberg war eine Sparkasse in Nordrhein-Westfalen mit Sitz in Freudenberg. 

## Geschäftsgebiet und Träger
Das Geschäftsgebiet der Stadtsparkasse Freudenberg umfasste die Stadt Freudenberg im Kreis Siegen-Wittgenstein, welche auch Trägerin der Sparkasse war.

## Geschichte
Die Sparkasse Siegen und die Stadtsparkasse Freudenberg sind mit Wirkung zum 1. Mai 2015 durch Übergang des Vermögens der Stadtsparkasse Freudenberg als Ganzes auf die Sparkasse Siegen vereinigt.